# Télégraphe optique américain
Le télégraphe optique américain a été construit en 1840 entre Philadelphie et New York, avec la particularité technique de fonctionner la nuit comme le jour.

## Histoire
Le premier télégraphe optique américain est lancé en 1840 entre Philadelphie et New York par l'association des courtiers qui constituent la Bourse de Philadelphie. L'un d'eux, "William C. Bridges", invente un télégraphe optique qui a l'avantage de fonctionner le jour comme la nuit, choix qui a aussi été effectué par le télégraphe optique russe. Conçu par le courtier William C. Bridge, il recourt à un système de relais entre des miroirs solaires actionnés en diverses positions, eux-mêmes scrutés par des télescopes le jour. Le dispositif utilisait des flashs lumineux la nuit, dotés de différentes couleurs en fonction du code utilisé. La liaison est privée et seuls les membres du "Philadelphia Board of Brokers" y ont accès. Le tracé passait par le mount Laurel, qui domine Philadelphie à environ 150 mètres d'altitude et qui n'était pas encore urbanisé, puis empruntait d'autres hauteurs sur lesquelles étaient bâtis des relais en bois. Il fallait 10 à 30 minutes pour transmettre un message d'une ville à l'autre.
Le télégraphe électrique de la Magnetic Telegraph company le remplace, lorsque la ligne de Washington à Baltimore fut prolongée jusqu'à Philadelphie et à New York, avec également pour client les courtiers de la Bourse de Philadelphie. Celle-ci suit alors les cours de celle de New York et vit un déclin rapide, entamé dès après la panique de 1837. Le télégraphe optique était encore en activité en 1846, pour la deuxième partie de la liaison vers New York, la première étant remplacée au début de 1846 par un premier lien télégraphique entre Philadelphie et Newmark, dans le New Jersey. Entretemps, William C. Bridge vend ses parts dans la société qui exploite la ligne en 1843, pour 3 000 dollars. À la fin de sa vie, l'avantage apporté par cet équipement est largement commenté. Ainsi, un journal  local estime que "les mystérieux mouvements sur le cours des actions et des matières premières à Philadelphie ont été effectués à la porte des spéculateurs qui opèrent le télégraphe. Il n'y a aucun doute que les spéculateurs les ont bien payés".